# Микаберидзе, Нугзар Дмитриевич
Нугзар Дмитриевич Микаберидзе (род. 31 января 1963, Поти) — советский и грузинский футболист, защитник, полузащитник, нападающий. Мастер спорта СССР (1986).
Воспитанник ДЮСШ Поти, тренер Б. Басилая. Начинал играть в 1981 году в команде второй лиги «Колхети» Поти. По ходу следующего сезона перешёл в клуб высшей лиги «Динамо» Тбилиси, где выступал до 1986 года, провёл 56 матчей. В 1987 году сыграл 24 матча в чемпионате СССР за «Гурию» Ланчхути. 1988—1989 года вновь отыграл за «Колхети». В чемпионате Грузии выступал за «Гурию» (1991—1991/92) и «Колхети-1913» (1992/93 — 1997/98).
Тренер в «Колхети» в 1988, 1999—2000 годах.